# Tapura panamensis
Tapura panamensis är en tvåhjärtbladig växtart som beskrevs av G.T. Prance. Tapura panamensis ingår i släktet Tapura och familjen Dichapetalaceae. Inga underarter finns listade i Catalogue of Life.